# Carlinhos Paraíba
Carlos Pereira Berto Júnior (* 4. März 1983 in Rio Tinto), auch bekannt als Carlinhos Paraíba, ist ein ehemaliger brasilianischer Fußballspieler.

## Karriere
2008 unterschrieb er einen Vertrag beim Erstligisten Coritiba FC, bestritt 64 Erstligaspiele und schoss dabei drei Tore. 2009 erreichte er mit dem Verein das Halbfinale des Copa do Brasil. 2010 wechselte er zu FC São Paulo. 2012 wechselte er nach Japan. Hier unterschrieb er einen Vertrag beim japanischen Ōmiya Ardija. 2013 wechselte er auf Leihbasis zu Júbilo Iwata. 2014 kehrte er zu Ōmiya Ardija zurück. Am Ende der J1 League 2014 stieg der Verein in die zweite Liga ab. 2015 feierte er mit Ōmiya die Zweitligameisterschaft und den Aufstieg in die erste Liga. Von 2016 bis 2017 war er beim Zweitligisten Tokushima Vortis unter Vertrag. 2018 kehrte er nach Brasilien zurück und unterschrieb einen Vertrag bei Santa Cruz FC.